# Gordana Kralik
Gordana Kralik (Kneževo, 21. kolovoza 1943.), hrvatska agronomkinja.

## Životopis
Diplomirala je 1965. na stočarskom smjeru Poljoprivrednog fakulteta u Osijeku. Magistrirala je na istom fakultetu 1974. godine. Doktorat tehničkih znanosti iz područja kemije i tehnologije namirnica postigla je 1976. godine na Tehnološkom fakultetu Sveučilišta u Zagrebu. Godine 1985. postigla je i doktorat iz biotehničkih znanosti, polje agronomija na Poljoprivrednom fakultetu  Sveučilišta J. J. Strossmayera u Osijeku. U rujnu 1999. godine Agronomsko sveučilište u Kestelu (Mađarska) dodijelilo joj je titulu počasnog doktora znanosti.
Godine 1977. izabrana je za docenta, 1980. godine za  izvanrednog profesora, a 1987. godine za redovitog profesora na Poljoprivrednom fakultetu Sveučilišta u Osijeku. Godine 1997. Senat Sveučilišta u Osijeku potvrdio ju je u trajno zvanje redovitog profesora za područje biotehničkih znanosti, polje agronomija.
Sudjelovala je na 26 međunarodnih znanstvenih skupova u zemljama Europe, u Australiji i u SAD-u, kao i na mnogobrojnim domaćim skupovima. Objavila je u koautorstvu sa svojim suradnicima preko 240 znanstvenih i stručnih radova.
U akademskoj godini 1999/2000. predsjedavala je Rektorskom konferencijom Radne zajednice Alpe-Jadran. Godine 2000. dobiva nagradu Grada Osijeka za obrazovanje i znanost. Dobro govori engleski, a koristi se i njemačkim i slovenskim jezikom. Od 1990. do 1997. godine bila je prorektor, a od 1997. godine je rektor Sveučilišta J. J. Strossmayera u Osijeku.

## Vanjske poveznice
- Gordana Kralik Hrvatska tehnička enciklopedija, portal hrvatske tehničke baštine. LZMK